# Akashi-Kaikyo-broen
Akashi-Kaikyo-broen (明石海峡大橋, Akashi Kaikyou Oohashi) i Japan er med et frit spænd på 1.991 meter verdens længste hængebro fra 1998 til 2022 og dermed 367 meter længere end Storebæltsbroen, som er verdens tredjelængste med 1.624 meter. Broen blev åbnet den 5. april 1998.